# لمس ناپذیر (ترانه امینم)
«لمس ناپذیر» (به انگلیسی: Untouchable) نام آهنگی از رپر اهل آمریکا، امینم است. این آهنگ چهارمین قطعه از نهمین آلبوم استودیویی امینم، احیا (۲۰۱۷) می‌باشد. مستر پورتر، امیل هانی، مارک باتسون و خود امینم آهنگسازان این کار هستند. در تاریخ ۸ دسامبر ۲۰۱۷، این آهنگ در صفحه رسمی امینم در ویوو منتشر شد و در ۱۵ فوریه ۲۰۱۸ نماهنگ متنی آن بارگذاری شد. این آهنگ شامل دو قسمت است، به گونه‌ای که در ۲:۴۷، بیت آهنگ عوض می‌شود.